# Buscando a Dory
Buscando a Dory (en inglés: Finding Dory) es una película de animación 3D por computadora de 2016. Es la secuela de Buscando a Nemo. Es distribuida por Walt Disney Pictures, producida por Pixar y dirigida por el director estadounidense Andrew Stanton, quien también, dirigió la película original, y regresó como escritor y director, junto a Angus MacLane como el codirector. Su estreno fue el 17 de junio de 2016. Volvieron a aparecer algunos personajes de la película anterior, además de Dory están Nemo, Marlin y la pandilla del acuario.
Buscando a Dory se centra en el pez Dory, que hará un viaje para reunirse con sus padres. En el camino, ella es capturada y llevada a un acuario público de Morro Bay, California, de donde Marlin y Nemo intentan rescatarla.

## Sinopsis
Dory, una simpática pez azul con serios problemas de memoria a corto plazo, es la protagonista de esta nueva aventura en el océano. En su nueva vida en el arrecife viviendo con Marlin y Nemo, a Dora repentinamente le llegan a la memoria recuerdos de su infancia. Durante un sueño, rememora detalles de la vida con su familia, y Nemo la oye susurrar: “La joya de Morro Bay, California”. A partir de esta pista sobre sus orígenes, la olvidadiza pez azul decide emprender un viaje en busca de sus seres queridos por el océano; el problema es que la corta memoria de Dory no facilitará mucho la búsqueda.
Siguiendo sus recién recuperados recuerdos, y con el objetivo de reencontrarse con su familia, la divertida pez azul con memoria de corto plazo inicia un viaje hacia la costa californiana. Llega entonces al Instituto de Biología Marina de California, un centro de rehabilitación para la vida marina; Dora descubrirá que allí fue donde nació, y además, en este lugar conocerá a Bailey, una ballena beluga blanca, Destiny, un tiburón ballena que era su amiga de la infancia, y a Hank el pulpo, quienes se convertirán en sus guías. Sus nuevos compañeros le ayudarán a encontrar a sus padres y a descubrir el verdadero significado de la familia.

## Argumento
Un año después de los acontecimientos de la primera película, Dory comienza a tener sueños fragmentados y flashbacks de su vida antes de conocer a Marlin y Nemo, sobre todo de sus padres. Después de escuchar una conferencia del Sr. Ray sobre la migración, donde los animales marinos utilizan el instinto de volver a casa, los recuerdos de Dory se desencadenan y ella tiene el repentino deseo de encontrar a sus padres, sólo vagamente recordando que vivían en «la Joya de Morro Bay, California». Marlin en un principio es reacio a permitirle que viaje a través del océano, pero por insistencia de Nemo y recordando el dolor que sintió cuando casi perdió a éste, acepta a regañadientes acompañar a Dory. Con la ayuda de la tortuga marina Crush, Dory, Marlin y Nemo remontan la corriente oceánica hacia California. Cuando Dory se pasea cerca de un naufragio, el trío se ve obligado a huir de un calamar gigante depredador, casi matando a Nemo en el proceso. Marlin culpa a Dory por poner en peligro a Nemo y enfadado le dice que olvidar es lo mejor que puede hacer. Dolorida, Dory se aleja hacia la superficie y es "rescatada" por los voluntarios del cercano Instituto de Vida Marina.
Dory es etiquetada y enviada a la sección de cuarentena del Instituto, donde se encuentra con un pulpo rojo fugitivo llamado Hank, el cual quiere la etiqueta de Dory, ya que significa que en lugar de ser devuelta a su hábitat natural, como otros peces, ella será enviada a un acuario permanente en Cleveland. Hank, debido a una experiencia traumática en el pasado, tiene miedo de vivir en la naturaleza y prefiere vivir en un recinto seguro, por lo que hace un trato con Dory para ayudarla a encontrar a sus padres a cambio de su etiqueta. Después de observar varias pistas y recordando fragmentos de recuerdos del pasado, Dory deduce que nació en la sección de Mar Abierto del Instituto y que debe ser donde sus padres están. En el camino, ella le pide ayuda a su amiga de la niñez llamada Destiny, una tiburón ballena que es corta de vista, y Bailey, una ballena beluga que cree que ha perdido su capacidad de ecolocalización debido a un golpe en la cabeza. Después de llegar a su antigua casa en la exposición Mar Abierto (donde antes de ir, le entrega su etiqueta a Hank), Dory se entera de que todos los "cirujanos azules" como ella están siendo transferidos a Cleveland, lo que significa que sus padres deben estar de vuelta en cuarentena. Mientras tanto, Marlin y Nemo tratan de rescatar a Dory, con la ayuda de un par de leones marinos llamados Fluke y Rudder, quienes los introducen a una ave colimbo amable pero extraña llamada Becky. Ésta se las arregla para hacerlos entrar al interior del Instituto, y Marlin y Nemo se abren camino a través de diversas exposiciones antes de reunirse con Dory en el sistema laberíntico de tuberías del Instituto. Al reunirse, Marlin le recuerda a Dory las buenas acciones que ella hizo en la primera película.
Reunidos, el trío viaja a cuarentena, donde se las arreglan para encontrar el depósito de los otros peces cirujanos azules. Sin embargo, se enteran de que cuando era joven, Dory fue succionada a través del sistema de tuberías del Instituto. Sus padres fueron a cuarentena para buscarla, pero nunca regresaron, lo que indicaba que probablemente murieron en el intento. Mientras Dory está en shock, Hank intenta evacuar a ella, Marlin y Nemo, pero solo se las arregla para recuperar a Dory. Marlin y Nemo están atrapados en el tanque de peces cirujanos azules, que es cargado en el camión con destino a Cleveland, y en su prisa por escapar de Hank, Dory cae accidentalmente en un desagüe, dejándola sola en el océano de nuevo. Después de haber olvidado por qué está en el océano, Dory deambula sin rumbo antes de encontrarse con un rastro de ostras. Recordando que sus padres le enseñaron a seguir un rastro de ostras para volver a casa, Dory sigue la estela y finalmente, se reencuentra con sus padres, Charlie y Jenny. Ambos revelan que cuando no pudieron encontrar a Dory en cuarentena, dedujeron que ella escapó al océano, por lo que se escaparon del Instituto, y han estado pasando los últimos años formando las rutas de ostras con la esperanza de que Dory las encontraría y las siguiera a casa. Feliz de estar de vuelta con su familia, Dory de repente recuerda que necesita rescatar a Marlin y a Nemo.
Bailey y Destiny escapan de sus exposiciones para ayudar a la intercepción de Dory en el camión, que temporalmente se las arregla para detener el vehículo pidiéndole a un grupo de nutrias de mar que  distraigan el tráfico. Destiny lanza entonces a Dory hacia el cielo, y las nutrias la agarran y la llevan a la camioneta. Una vez dentro, se las arregla para ayudar a Marlin y Nemo a escapar, pero se queda accidentalmente atrás. Con la puerta de la camioneta bloqueada, Dory entonces convence a Hank que vivir en estado salvaje no es tan malo, y Hank se compromete a ayudarla a escapar de nuevo. Ellos trabajan juntos para secuestrar el camión y conducirlo por un acantilado hacia el océano, liberando a todos los otros peces en el interior también. Así, Dory se reúne con sus padres, Hank, Marlin y Nemo. 
En una escena poscréditos, la "Pandilla del Tanque" de la película anterior sigue atrapada en sus bolsas de plástico y se las arreglan para hacer su camino a California, donde son "rescatados" por los voluntarios del Instituto de la vida marina. Mientras tanto, Gerald logra con éxito subirse en la roca de Rudder y Fluke.

## Reparto
- Ellen DeGeneres como Dory la amiga de Marlin, una pez cirujano azul;[5]
- Albert Brooks como Marlin, un pez payaso, el padre de Nemo.[5]
- Hayden Rolence como Nemo, hijo de Marlin.
- Ed O'Neill como Hank, un pulpo mimo de mal genio.
- Diane Keaton como Jenny, la madre de Dory.[5]
- Eugene Levy como Charlie, el padre de Dory.[5]
- Kaitlin Olson como Destiny, una tiburón ballena corta de vista y amiga de la infancia de Dory.[6][7]
- Ty Burrell como Bailey, un ballena Beluga.[5]
- Vicki Lewis como Deb, una pez damisela.[8][9]
- Bob Peterson como el Maestro Raya, una raya jaspeada o raya águila manchada.[10]
- Andrew Stanton como Crush, una tortuga verde.[11]
- Dominic West como Rudder, un león marino californiano.[12][13]
- Idris Elba como Fluke, otro león marino[13]
- John Ratzenberger como Bill, un cangrejo.
- Bennett Dammann como Squirt, una tortuga verde.[14]
- Torbin Bullock como Becky, un loco colimbo grande.[14]
- Willem Dafoe como Gill, un ídolo moro.[15]
- Bill Hader como Ned, una cabrilla alguera.
- Kate McKinnon como Inez, la esposa de Ned.
- Sigourney Weaver como ella misma.
- Alexander Gould como Carl, un pasajero.
- Angus MacLane como un pez luna.
- Brad Garrett como Globo, un pez globo.
- Allison Janney como Peach, una estrella de mar.
- Austin Pendleton como Gluglú, un pez hada o grama real.
- Stephen Root como Burbujas, un pez cirujano amarillo o espiga amarilla.
- Jerome Ranft como Jacques, un camarón limpiador escarlata.
- Finalmente también aparecen unas nutrias europeas y un pequeño cangrejo verde.

## Doblaje
| Personaje                        | Voz original (Estados Unidos)                        | Actor de doblaje (Hispanoamérica)                        | Actor de doblaje (España)                          |
| -------------------------------- | ---------------------------------------------------- | -------------------------------------------------------- | -------------------------------------------------- |
| Dory                             | Ellen DeGeneres                                      | Patricia Palestino                                       | Anabel Alonso                                      |
| Dory                             | Lucia Geddes (adolescente)                           | Erika Ugalde (adolescente)                               | Paula Coria (adolescente)                          |
| Dory                             | Sloane Murray (niña)                                 | Valentina Rodríguez Quintana (niña)                      | Carlota de Santiago (niña)                         |
| Marlin                           | Albert Brooks                                        | Hermán López ✝︎                                           | José Luis Gil                                      |
| Nemo                             | Heyden Rolence                                       | Darhey Fernández                                         | Rodrigo Martínez                                   |
| Hank                             | Ed O'Neill                                           | Gabriel Pingarrón                                        | Luis Mas                                           |
| Destiny                          | Kaitlin Olson                                        | Silvia Navarro                                           | Danai Quierol                                      |
| Bailey                           | Ty Burrell                                           | Arturo Mercado Jr.                                       | Juan Antonio Soler                                 |
| Jenny                            | Diane Keaton                                         | Sofía Álvarez                                            | Ana Richart                                        |
| Charlie                          | Eugene Levy                                          | Roberto Carrillo                                         | Carlos Ysbert                                      |
| Fluke                            | Idris Elba                                           | Octavio Rojas                                            | Jorge García Insúa                                 |
| Rudder                           | Dominic West                                         | Juan Antonio Edwards                                     | Miguel Ángel Varela                                |
| Maestro Raya                     | Bob Peterson                                         | Jaime López                                              | Javier Gurruchaga                                  |
| Stan                             | Bill Hader                                           | Moisés Palacios                                          | Jos Gómez                                          |
| Esposa de Stan                   | Kate McKinnon                                        | Rona Fletcher                                            | María Luisa Marciel                                |
| Voz del Instituto de Vida Marina | Sigourney Weaver                                     | Rodolfo Neri Vela (su nombre se menciona en la película) | María Luisa Solá                                   |
| Pez enfermo                      | ¿?                                                   | Luis Alfonso Mendoza                                     | Antonio Domínguez                                  |
| Crush                            | Andrew Stanton                                       | Ricardo Brust                                            | Pablo del Hoyo                                     |
| Chiqui                           | Bennett Dammann                                      | Jered Mendoza                                            | Álvaro Salas                                       |
| Carl                             | Alexander Gould (voz de Nemo en la primera película) | Memo Aponte (voz de Nemo en la primera película)         | Klaus Stroink (voz de Nemo en la primera película) |
| Conductora del camión            | ¿?                                                   | Erica Edwards                                            | Catherina Martínez                                 |
| Científica Lindsay               | ¿?                                                   | Yotzmit Ramírez                                          | Marta Górriz                                       |
| Peces cirujanos                  | ¿?                                                   | Yotzmit Ramírez                                          | César Martín                                       |
| Peces cirujanos                  | ¿?                                                   | Liliana Barba                                            | Álvaro Reina                                       |
| Peces cirujanos                  | ¿?                                                   | Moisés Iván Mora                                         | Marta Górriz                                       |
| Pez ángel                        | Katherine Ringgold                                   | Yadira Aedo                                              | ¿?                                                 |
| Pez luna                         | Angus MacLane                                        | Abraham Vega                                             | ¿?                                                 |
| Bill (esposo cangrejo)           | John Ratzenberger                                    | Arturo Mercado                                           | Iván De Pedro                                      |
| Gill                             | Willem Dafoe                                         | Arturo Mercado                                           | José Escobosa                                      |
| Globo                            | Brad Garrett                                         | Rubén Moya                                               | Carlos Kaniowsky                                   |
| Peach                            | Allison Janney                                       | Marcela Páez                                             | Ana Sanmillán                                      |
| Gluglú                           | Austin Pendleton                                     | Ricardo Tejado                                           | Lorenzo Beteta                                     |
| Burbujas                         | Stephen Root                                         | Raúl Anaya                                               | Álvaro Ramos Toajas                                |
| Deb                              | Vicki Lewis                                          | Claudia Garzón                                           | Gemma Martín                                       |
| Jacques                          | Jerome Ranft                                         | Raúl Aldana                                              | Fernando "Nano" Castro                             |

## Producción
En 2005, después de los desacuerdos que hubo entre Disney y Steve Jobs, gerente general de Pixar, sobre la distribución de las películas de Pixar, Disney anunció que iba a crear un nuevo estudio de animación, Circle 7 Animation, para hacer secuelas de las nueve películas de Pixar estrenadas entre 1995 y 2006. El estudio empezó a desarrollar Toy Story 3 y Monsters Inc. 2, y también contrató a un guionista, Laurie Craig, para escribir un proyecto de Buscando a Nemo 2. Finalmente Circle 7 Animation se cerró tras la sustitución de Eisner por Robert Iger como director general de Disney y se arregló la adquisición de Pixar.
En julio de 2012 se informó que Andrew Stanton estaba desarrollando una secuela de Buscando a Nemo, con Victoria Strouse como guionista y que se estrenaría en 2015. Sin embargo el mismo día que salió la noticia de una posible secuela, Andrew Stanton publicó un mensaje en su cuenta de Twitter personal que ponía en tela de juicio su veracidad. El mensaje decía: «¿No aprendieron de Chicken Little? Que todo el mundo se calme. No crean todo lo que lean. Nada que ver aquí ahora. #elcielonoestacayendo.» Según un artículo de The Hollywood Reporter publicado en agosto de 2012, Ellen DeGeneres estaba en negociaciones para repetir su papel de Dory. En septiembre de 2012, Stanton lo confirmó diciendo: «Lo que estaba primero de la lista era escribir un segundo John Carter. Cuando esto se fue al garete todo lo demás subió puestos. Sé que los más sarcásticos me acusarán de reaccionar porque John Carter no ha ido bien, pero solo es cuestión de tiempo, no de su concepto.» En febrero de 2013 la prensa difundió que Albert Brooks repetiría su papel de Marlin en la secuela y que Alexander Gould no repetiría su papel como Nemo debido al cambio de su voz.
En abril de 2013 Disney anunció oficialmente la secuela, Finding Dory, confirmando que Ellen DeGeneres y Albert Brooks repetirían sus papeles de Dory y Marlin, respectivamente. En su programa The Ellen Show, DeGeneres dijo:

He esperado este día durante mucho, mucho, mucho, mucho tiempo. Sé que la gente de Pixar estaba ocupada creando 'Toy Story 3'. Pero el tiempo que ha llevado valió la pena. El guion es fantástico. Y tiene todo lo que me encantó de la primera: tiene mucho corazón, es realmente graciosa, y lo mejor es que tiene mucha más Dory.

 El final de la película fue revisado por los ejecutivos de Pixar después de ver Blackfish, un documental de 2013 que se centra en los peligros de mantener a las orcas en cautiverio. El 18 de septiembre de 2013, se anunció que la película iba a ser estrenada el 17 de junio de 2016.
En junio de 2014, se reveló a través de la cuenta de Twitter de Stanton que la película sería codirigida por Angus MacLane.
En agosto de 2015, en la Expo D23 de Disney, se anunció que Hayden Rolence se haría cargo de la voz de Nemo. Además de Rolence, Ed O'Neill fue revelado como parte del elenco para interpretar la voz de Hank, el pulpo.

## Banda sonora
Finding Dory: Original Motion Picture Soundtrack es el nombre de la banda sonora de la película, la cual fue compuesta por Thomas Newman en los estudios de la 20th Century Fox y Sony Pictures. La banda sonora fue lanzada el 17 de junio de 2016.
El 20 de mayo de 2016, Sia realizó un cover de "Unforgettable", canción de Nat King Cole, en The Ellen Show, poco después de que se anunció que DeGeneres volvería a formar parte del elenco para la secuela.

### Lista de canciones
| N.º | Título                      | Artista    | Duración |  |
| 1.  | «Kelpcake»                  |            | 0:46     |  |
| 2.  | «Finding Dory (Main Title)» |            | 0:55     |  |
| 3.  | «Lost at Sea»               |            | 1:36     |  |
| 4.  | «One Year Later»            |            | 2:24     |  |
| 5.  | «Migration Song»            |            | 0:35     |  |
| 6.  | «"O, We're Going Home"»     |            | 1:38     |  |
| 7.  | «Jewel of Morro Bay»        |            | 2:00     |  |
| 8.  | «Gnarly Chop»               |            | 1:39     |  |
| 9.  | «Squid Chase»               |            | 1:28     |  |
| 10. | «Sigourney Weaver»          |            | 1:21     |  |
| 11. | «Hank»                      |            | 3:19     |  |
| 12. | «Nobody's Fine»             |            | 3:29     |  |
| 13. | «Rebecca Darling»           |            | 1:54     |  |
| 14. | «Meet Destiny»              |            | 1:07     |  |
| 15. | «Joker at Work»             |            | 1:16     |  |
| 16. | «Becky Files»               |            | 3:53     |  |
| 17. | «Hands!»                    |            | 2:24     |  |
| 18. | «Almost Home»               |            | 2:01     |  |
| 19. | «Open Ocean»                |            | 3:18     |  |
| 20. | «Two Lefts and a Right»     |            | 3:57     |  |
| 21. | «Everything About You»      |            | 1:41     |  |
| 22. | «Quarantine»                |            | 2:41     |  |
| 23. | «Warp»                      |            | 1:03     |  |
| 24. | «All Alone»                 |            | 0:53     |  |
| 25. | «...Shells»                 |            | 4:47     |  |
| 26. | «No Walls»                  |            | 2:25     |  |
| 27. | «Okay with Crazy»           |            | 1:50     |  |
| 28. | «Hide and Seek»             |            | 1:51     |  |
| 29. | «Quite a View»              |            | 1:25     |  |
| 30. | «Unforgettable»             | Sia Furler | 3:29     |  |
| 31. | «Three Hearts (End Title)»  |            | 3:29     |  |
| 32. | «Loon Tune»                 |            | 1:20     |  |
| 33. | «Fish Who Wander»           |            | 1:18     |  |
| 34. | «Release»                   |            | 1:13     |  |

### Otras canciones
- Inolvidable
- Migración
- What a Wonderful World

## Estreno
Buscando a Dory fue estrenada el 17 de junio de 2016, en 2D, Disney Digital 3-D y RealD 3D. También se estrenó en los cines IMAX. En abril de 2016, se anunció que un nuevo cortometraje de Pixar, Piper, dirigido por Alan Barillaro y con música de Adrian Belew, contendría un adelanto de la película.
| País                 | Estreno                        |
| -------------------- | ------------------------------ |
| Colombia             | Miércoles, 15 de junio de 2016 |
| EAU                  | Jueves, 16 de junio de 2016    |
| Argentina            | Jueves, 16 de junio de 2016    |
| Azerbaiyán           | Jueves, 16 de junio de 2016    |
| Bosnia y Herzegovina | Jueves, 16 de junio de 2016    |
| Bolivia              | Jueves, 16 de junio de 2016    |
| Chile                | Jueves, 16 de junio de 2016    |
| República Checa      | Jueves, 16 de junio de 2016    |
| República Dominicana | Jueves, 16 de junio de 2016    |
| Croacia              | Jueves, 16 de junio de 2016    |
| Hungría              | Jueves, 16 de junio de 2016    |
| Indonesia            | Jueves, 16 de junio de 2016    |
| Islandia             | Jueves, 16 de junio de 2016    |
| Camboya              | Jueves, 16 de junio de 2016    |
| Kazajistán           | Jueves, 16 de junio de 2016    |
| Macedonia del Norte  | Jueves, 16 de junio de 2016    |
| Malasia              | Jueves, 16 de junio de 2016    |
| Nueva Zelanda        | Jueves, 16 de junio de 2016    |
| Panamá               | Jueves, 16 de junio de 2016    |
| Perú                 | Jueves, 16 de junio de 2016    |
| Filipinas            | Jueves, 16 de junio de 2016    |
| Puerto Rico          | Jueves, 16 de junio de 2016    |
| Serbia               | Jueves, 16 de junio de 2016    |
| Rusia                | Jueves, 16 de junio de 2016    |
| Singapur             | Jueves, 16 de junio de 2016    |
| Eslovenia            | Jueves, 16 de junio de 2016    |
| Tailandia            | Jueves, 16 de junio de 2016    |
| Ucrania              | Jueves, 16 de junio de 2016    |
| Uruguay              | Jueves, 16 de junio de 2016    |
| Bulgaria             | Viernes, 17 de junio de 2016   |
| Canadá               | Viernes, 17 de junio de 2016   |
| China                | Viernes, 17 de junio de 2016   |
| India                | Viernes, 17 de junio de 2016   |
| Venezuela            | Viernes, 17 de junio de 2016   |

| País               | Fecha                               |
| ------------------ | ----------------------------------- |
| Letonia            | Viernes, 17 de junio de 2016        |
| Polonia            | Viernes, 17 de junio de 2016        |
| Rumania            | Viernes, 17 de junio de 2016        |
| Estados Unidos     | Viernes, 17 de junio de 2016        |
| Vietnam            | Viernes, 17 de junio de 2016        |
| Bélgica            | Miércoles, 22 de junio de 2016      |
| España             | Miércoles, 22 de junio de 2016      |
| Francia            | Miércoles, 22 de junio de 2016      |
| Trinidad y Tobago  | Miércoles, 22 de junio de 2016      |
| Israel             | Jueves, 23 de junio de 2016         |
| Portugal           | Jueves, 23 de junio de 2016         |
| Países Bajos       | Miércoles, 29 de junio de 2016      |
| Brasil             | Jueves, 30 de junio de 2016         |
| Kuwait             | Martes, 5 de julio de 2016          |
| Egipto             | Miércoles, 6 de julio de 2016       |
| Arabia Saudita     | Miércoles, 6 de julio de 2016       |
| Corea del Sur      | Jueves, 7 de julio de 2016          |
| Pakistán           | Jueves, 7 de julio de 2016          |
| República de China | Jueves, 7 de julio de 2016          |
| Hong Kong          | Jueves, 14 de julio de 2016         |
| México             | Viernes, 15 de julio de 2016        |
| Japón              | Sábado, 16 de julio de 2016         |
| Reino Unido        | Viernes, 29 de julio de 2016        |
| Irlanda            | Viernes, 29 de julio de 2016        |
| Estonia            | Viernes, 5 de agosto de 2016        |
| Lituania           | Viernes, 19 de agosto de 2016       |
| Dinamarca          | Jueves, 25 de agosto de 2016        |
| Finlandia          | Viernes, 26 de agosto de 2016       |
| Noruega            | Viernes, 26 de agosto de 2016       |
| Suecia             | Viernes, 26 de agosto de 2016       |
| Grecia             | Jueves, 1 de septiembre de 2016     |
| Turquía            | Viernes, 2 de septiembre de 2016    |
| Italia             | Miércoles, 14 de septiembre de 2016 |
| Austria            | Jueves, 29 de septiembre de 2016    |
| Alemania           | Jueves, 29 de septiembre de 2016    |

| País                 | Estreno                        |
| -------------------- | ------------------------------ |
| Colombia             | Miércoles, 15 de junio de 2016 |
| EAU                  | Jueves, 16 de junio de 2016    |
| Argentina            | Jueves, 16 de junio de 2016    |
| Azerbaiyán           | Jueves, 16 de junio de 2016    |
| Bosnia y Herzegovina | Jueves, 16 de junio de 2016    |
| Bolivia              | Jueves, 16 de junio de 2016    |
| Chile                | Jueves, 16 de junio de 2016    |
| República Checa      | Jueves, 16 de junio de 2016    |
| República Dominicana | Jueves, 16 de junio de 2016    |
| Croacia              | Jueves, 16 de junio de 2016    |
| Hungría              | Jueves, 16 de junio de 2016    |
| Indonesia            | Jueves, 16 de junio de 2016    |
| Islandia             | Jueves, 16 de junio de 2016    |
| Camboya              | Jueves, 16 de junio de 2016    |
| Kazajistán           | Jueves, 16 de junio de 2016    |
| Macedonia del Norte  | Jueves, 16 de junio de 2016    |
| Malasia              | Jueves, 16 de junio de 2016    |
| Nueva Zelanda        | Jueves, 16 de junio de 2016    |
| Panamá               | Jueves, 16 de junio de 2016    |
| Perú                 | Jueves, 16 de junio de 2016    |
| Filipinas            | Jueves, 16 de junio de 2016    |
| Puerto Rico          | Jueves, 16 de junio de 2016    |
| Serbia               | Jueves, 16 de junio de 2016    |
| Rusia                | Jueves, 16 de junio de 2016    |
| Singapur             | Jueves, 16 de junio de 2016    |
| Eslovenia            | Jueves, 16 de junio de 2016    |
| Tailandia            | Jueves, 16 de junio de 2016    |
| Ucrania              | Jueves, 16 de junio de 2016    |
| Uruguay              | Jueves, 16 de junio de 2016    |
| Bulgaria             | Viernes, 17 de junio de 2016   |
| Canadá               | Viernes, 17 de junio de 2016   |
| China                | Viernes, 17 de junio de 2016   |
| India                | Viernes, 17 de junio de 2016   |
| Venezuela            | Viernes, 17 de junio de 2016   |

| País               | Fecha                               |
| ------------------ | ----------------------------------- |
| Letonia            | Viernes, 17 de junio de 2016        |
| Polonia            | Viernes, 17 de junio de 2016        |
| Rumania            | Viernes, 17 de junio de 2016        |
| Estados Unidos     | Viernes, 17 de junio de 2016        |
| Vietnam            | Viernes, 17 de junio de 2016        |
| Bélgica            | Miércoles, 22 de junio de 2016      |
| España             | Miércoles, 22 de junio de 2016      |
| Francia            | Miércoles, 22 de junio de 2016      |
| Trinidad y Tobago  | Miércoles, 22 de junio de 2016      |
| Israel             | Jueves, 23 de junio de 2016         |
| Portugal           | Jueves, 23 de junio de 2016         |
| Países Bajos       | Miércoles, 29 de junio de 2016      |
| Brasil             | Jueves, 30 de junio de 2016         |
| Kuwait             | Martes, 5 de julio de 2016          |
| Egipto             | Miércoles, 6 de julio de 2016       |
| Arabia Saudita     | Miércoles, 6 de julio de 2016       |
| Corea del Sur      | Jueves, 7 de julio de 2016          |
| Pakistán           | Jueves, 7 de julio de 2016          |
| República de China | Jueves, 7 de julio de 2016          |
| Hong Kong          | Jueves, 14 de julio de 2016         |
| México             | Viernes, 15 de julio de 2016        |
| Japón              | Sábado, 16 de julio de 2016         |
| Reino Unido        | Viernes, 29 de julio de 2016        |
| Irlanda            | Viernes, 29 de julio de 2016        |
| Estonia            | Viernes, 5 de agosto de 2016        |
| Lituania           | Viernes, 19 de agosto de 2016       |
| Dinamarca          | Jueves, 25 de agosto de 2016        |
| Finlandia          | Viernes, 26 de agosto de 2016       |
| Noruega            | Viernes, 26 de agosto de 2016       |
| Suecia             | Viernes, 26 de agosto de 2016       |
| Grecia             | Jueves, 1 de septiembre de 2016     |
| Turquía            | Viernes, 2 de septiembre de 2016    |
| Italia             | Miércoles, 14 de septiembre de 2016 |
| Austria            | Jueves, 29 de septiembre de 2016    |
| Alemania           | Jueves, 29 de septiembre de 2016    |

## Recepción
Buscando a Dory ha recibido críticas positivas por parte de la crítica y la audiencia. En el portal de internet Rotten Tomatoes, la película posee una aprobación de 94%, basada en 250 reseñas, con una calificación de 7.7/10 por parte de la crítica, mientras que de parte de la audiencia tiene una aprobación de 91%, basada en 178.616 votos y con una calificación de 4.1/5.
La página web Metacritic le ha dado a la película una puntuación de 77 de 100, basada en 48 críticas, indicando "reseñas generalmente favorables". Las audiencias de CinemaScore le han dado una puntuación de "A" en una escala de A+ a F, mientras que en el sitio IMDb los usuarios le han dado una puntuación de 7.7/10, sobre la base de más de 90.000 votos.

### Taquilla
Buscando a Dory fue un rotundo éxito en taquilla, recaudando 1.028.570.889 de dólares en todo el mundo, lo que la convierte en la tercera película más taquillera de 2016, y la cuarta película más taquillera del estudio, solo por detrás de Toy Story 3, Toy Story 4 y Los increíbles 2 respectivamente.

## Premios y nominaciones
| Premio             | Categoría                              | Nominados       | Resultado |
| ------------------ | -------------------------------------- | --------------- | --------- |
| Teen Choice Awards | Película del verano                    | Buscando a Dory | Ganador   |
| Teen Choice Awards | Estrella de película del verano: Mujer | Ellen DeGeneres | Ganadora  |